# Пушкин, Семён Михайлович
Семён Михайлович Пушкин (ок. 1510  или 1530— ок. 1578 год)— русский военный и государственный деятель, опричник. Представитель рода Пушкиных.

## Биография
Сын Дмитровского помещика Михаила Ивановича Пушкина (упоминается в 1537 году) и внук Ивана Гавриловича Пушкина жившего в XV веке и являющегося так же предком Натальи Гончаровой.
Царский писарь на Волоке Ламском  в 1558 году.
В 1563 году был принят Иваном Грозным в опричнину. Участвовал в Ливонской войне в качестве воеводы. За службу получил поместье в Вязьме.
В 1573 году на свадьбе ливонского принца Магнуса и племянницы царя Марии Старицкой «вторые сорок соболей держал», предназначенных в подарок жениху.
В 1578 году описывал Волоколамский уезд (это означало не только занятия статистикой, но и исполнение судебных функций). 
Сыновья — Фёдор Семёнович Пушкин , стольник, и Тимофей Семёнович Пушкин, воевода в Цивильске — предок поэта.